# Comunicazione nonviolenta

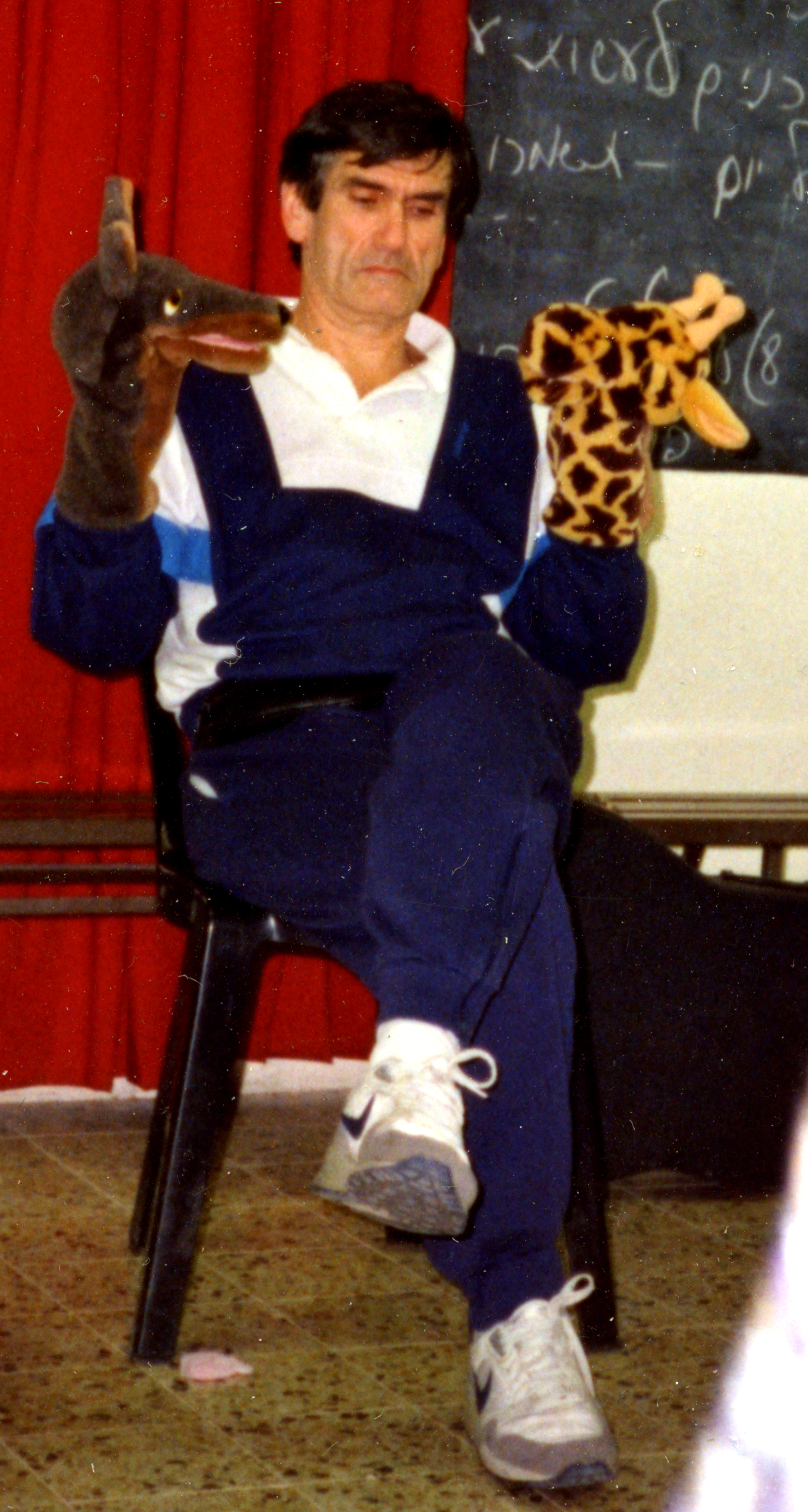
Marshall Rosenberg in Israele nel 1990, mentre spiega la Comunicazione Nonviolenta con l'ausilio di due burattini.

La comunicazione nonviolenta (CNV), chiamata anche comunicazione empatica, comunicazione collaborativa o linguaggio giraffa, è un modello comunicativo basato sull'empatia. È stata ideata nel 1960 dallo psicologo statunitense Marshall Rosenberg, secondo il quale essa permette di evitare le frequenti incomprensioni che derivano da un comunicare approssimativo e di riuscire a creare contesti comunicativi win-win. È un modello diffuso in tutto il mondo dal centro per la comunicazione nonviolenta (The Center for Nonviolent Communication, CNVC).
La comunicazione nonviolenta si basa sull'idea che tutti gli esseri umani siano capaci di compassione. Qualora essi non riconoscano le strategie più efficaci per soddisfare i propri bisogni ricorrono alla violenza fisica o psicologica in modo automatico, per consuetudine culturale. 
Il termine "linguaggio giraffa" si riferisce alla metafora che Rosenberg utilizzava per definire la CNV ed è contrapposto al "linguaggio sciacallo". La giraffa possiede il cuore più grande tra i mammiferi terrestri ed è dotata di un lungo collo. Viene quindi presa a modello di empatia e visione a lungo termine. Similmente, l'utilizzatore della CNV possiede gli strumenti per avere una visione esauriente della realtà emotiva che sottende ogni processo comunicativo e per promuovere la comprensione.

## Processo di CNV secondo Rosenberg
“La CNV si basa su abilità di linguaggio e di comunicazione che rafforzano la nostra capacità di rimanere umani, anche in condizioni difficili.”
Il processo di comunicazione nonviolenta può essere utilizzato in tre modi:
- Comunicare con noi stessi in modo oggettivo. Distinguere i bisogni che stanno alla base dei nostri pensieri e dei nostri sentimenti (auto-empatia).

- Ascoltare i messaggi dell'interlocutore senza formulare giudizi. Individuare i bisogni che sottendono la comunicazione (empatia).
- Esprimersi autenticamente. L'interlocutore sarà favorito nella comprensione del messaggio (auto-espressione onesta).

Per la CNV la vulnerabilità che scaturisce da ogni tipo di comunicazione nonviolenta è un elemento favorevole. La sua esternazione va ricercata e promossa per favorire comunicazioni autentiche.
Il processo CNV si esprime a doppio senso tra due soggetti. È necessario aver compreso ed accettato se stessi per comprendere ed accettare l'altro/a.
Alcune modalità comunicative che non favoriscono la CNV sono: esprimere giudizi, compiere paragoni, analizzare gli/le altri/e, fare classificazioni, avanzare pretese, utilizzare le parole "mai" o "sempre", tentare di rendere oggettive delle mere opinioni e agire sulla base di punizioni e/o ricompense.

## Le quattro componenti della CNV
La CNV ci allena ad osservare il nostro mondo interno con spirito critico e a fare lo stesso con i nostri interlocutori. Chi pratica la CNV imparerà a disfarsi dei meccanismi di difesa/attacco verbale o di ritiro da situazioni di giudizio e critica. Sarà in grado di riconoscere quali sono i bisogni profondi che sottendono i comportamenti umani all'apparenza più incomprensibili.
Il processo di comunicazione della CNV si suddivide in quattro passi:
1. Osservazione dei fatti
2. Identificazione dei sentimenti
3. Riconoscimento dei bisogni
4. Espressione delle richieste

### Osservazione senza valutazione
Osservare oggettivamente i fatti che caratterizzano una determinata situazione.
È necessario slegare l'osservazione dei fatti dalla sua valutazione, categorizzazione e interpretazione. Un'utile strategia per distinguere i fatti dai giudizi è utilizzare frasi quali "io credo che..." , "io penso che...".

### Individuazione ed espressione dei sentimenti
Individuare i sentimenti che l'osservazione dei fatti suscita in noi riconoscendo le relative emozioni provate. Non è raro che essi vengano confusi con i pensieri che si hanno sulla situazione. Spesso generano delle sensazioni fisiche. Essi devono essere gestiti, non imbrigliati.

### Espressione dei propri bisogni
Riconoscere i propri bisogni connessi ai sentimenti individuati in precedenza. Definire quali, se realizzati, produrranno in noi benessere e soddisfazione. Una sensazione di paura, per esempio, potrebbe essere connessa al bisogno di una maggiore sicurezza.
È necessario porre l'attenzione sulle motivazioni e sui valori, non sulle strategie da utilizzare per soddisfarli.

### Formulazione delle richieste
Formulazione di una richiesta sulla base dei bisogni articolati precedentemente. Formulando richieste precise e corrette, si trovano più facilmente le soluzioni più adeguate.
"Le azioni concrete che osserviamo e che influenzano il nostro benessere.
Come ci sentiamo in relazione a quello che osserviamo.
I bisogni, i valori, i desideri, ecc. che creano i nostri sentimenti.
Le azioni concrete che richiediamo per arricchire le nostre vite."

## Metodi per apprendere la CNV
Per chi vuole approfondire la conoscenza della CNV, sono disponibili diversi saggi sul tema che includono numerosi esempi ed esercizi pratici. Vi è inoltre la possibilità di partecipare a seminari ed eventi di formazione tenuti da educatori certificati dal centro per la comunicazione nonviolenta (CNVC) creato da Rosenberg.

### Piste di Danza CNV
Uno dei metodi formativi utilizzati nei training sulla CNV sono le piste di danza CNV (NVC dance floors). Sono rappresentazioni spaziali dei processi di CNV, composte da carte di grandi dimensioni e dai colori specifici, posate sul pavimento in schemi diversi chiamati "danze". Le persone che stanno imparando la CNV si alzano e si muovono attraverso le fasi di un determinato processo, spesso con l'aiuto di un allenatore o il supporto di un altro partecipante. Ogni danza è progettata per aiutare le persone a sviluppare consapevolezza e abilità in una particolare area della CNV.
Le piste di danza sono state sviluppate da due formatrici certificate di CNV, Bridget Belgrave e Gina Lawrie, e ce ne sono nove diverse. Alcune favoriscono la trasformazione interiore, altre si focalizzano sull'esplorazione interiore - esteriore dell'uso di CNV.

### Esercitazioni pratiche ed esercizi
Nei testi che trattano l'argomento, vengono presentati molti esempi di situazioni ed esperienze vissute dagli stessi autori, con suggerimenti utili e vere e proprie pagine di esercizi per aiutare a definire e migliorare le abilità di messa in pratica delle quattro fasi della CNV.
Esempio 
1. Osservazione: mio marito ha guardato le partite per sei ore di seguito.
2. Sentimenti: tristezza, rabbia, dolore, solitudine...
3. Bisogni: attenzione, calore umano, vicinanza, condivisione...

A partire dai bisogni individuati, per poter arrivare alle richieste, è necessario farsi alcune domande: "Quali sono le richieste attraverso cui accontento i miei bisogni? L'appagamento di questo bisogno che cosa soddisfa in me? Che cosa ne traggo?"
Attraverso queste risposte è possibile formulare alcune richieste. 
4. Richieste: chiedere al marito se vuole trascorrere del tempo insieme per una passeggiata, per andare alle terme o altro...

## Uso della CNV
La CNV è stata utilizzata in diversi Paesi feriti da conflitti come strumento per la creazione della pace (peacebuilding) tra i quali Israele, Palestina, Nigeria, Ruanda, Sierra Leone, Bosnia e Croazia.
Esistono altre sperimentazioni sull'uso della CNV per esempio nell'assistenza sanitaria, nell'educazione e nel sistema carcerario. In quest'ultimo contesto è stato dimostrato, per esempio, che l'apprendimento della CNV in un gruppo di prigionieri ha diminuito la loro recidività.

### CNV in contesti di terapia
All'interno di gruppi di terapia, il facilitatore è chiamato a non giudicare i membri del gruppo, favorendo un clima di fiducia ed ascolto reciproci per facilitare l'espressione di sentimenti e pensieri in modo che ogni membro possa accettare maggiormente se stesso ponendosi in relazione con gli altri senza timori. Comprensione empatica del singolo verso se stesso per favorire un clima di accettazione verso l'intero gruppo.
Il clima di fiducia ed accoglienza promosso dal terapeuta genera la disponibilità del paziente ad intraprendere il percorso di cura.

### CNV in contesti educativi
Applicando la pedagogia non direttiva Jean Philippe Faure indica la comunicazione come strumento principale per la promozione di un rapporto di accoglienza. 
- Educando in modo non direttivo ci si interessa ai bisogni dei singoli studenti, predisponendo percorsi che consentano loro di evolvere e comunicando autenticità (osservando i fatti, esprimendo i sentimenti, mantenendo il contatto con l'altro, ascoltando in modo empatico).[25]

- Adottando un atteggiamento coerente tra quanto si fa e quanto si dice, tra ciò che si prova e quanto si esprime ed essendo attenti ai nostri bisogni e flessibili nelle strategie da adottare.[26]

- Non essendo giudicanti verso l'ambiente distinguendo i fatti reali dalle valutazioni, senza ricorrere a sistemi di protezione (rigettando le emozioni, commentando l'evento).

A questo sono chiamati gli insegnanti e gli educatori che seguendo un approccio che non utilizzi le punizioni come deterrente per ottenere risultati che non portano gli alunni ad una crescita reale. Al contrario, la critica ed il giudizio, dovrebbero essere intesi come spunti per migliorare.

## Alle origini della CNV
Si deve a Carl Rogers, autorevole psicologo, fondatore della terapia non direttiva, lo sviluppo del metodo di approccio centrato sulla persona e ha posto le basi per i concetti in seguito approfonditi da Rosenberg.
Con il concetto di congruenza, Rogers descrive la capacità del terapeuta di entrare in stretto contatto con i propri sentimenti riconoscendoli, vivendoli ed esprimendoli nel modo più adeguato, instaurando un rapporto autentico con il cliente.
La capacità del medico di dimostrarsi pienamente se stesso diventa il mezzo per una relazione di aiuto al paziente.
Il cliente percependo il terapeuta come autentico, empatico, non giudicante, si sentirà accettato e potrà reagire in modo positivo alle cure. Non giudicando il cliente, lo si lascia libero di essere responsabile di sé e quindi protagonista del suo percorso terapeutico.

## CNV attraverso la comunicazione non verbale
La comunicazione nonviolenta si pratica in tutte le forme della comunicazione, quindi anche attraverso la comunicazione non verbale. Si può comunicare anche senza parlare,  ma occorre sapersi esprimere in modo nonviolento anche attraverso la gestualità e la prossemica.
"È possibile esprimere tutte e quattro le componenti del modello senza dire una sola parola".
I segnali non verbali della comunicazione sono di tipo cinesico, paralinguistico e intonazionale. Nella volontà di intraprendere una comunicazione empatica, si deve riconoscere anche come comunica il nostro corpo, essere consapevoli del messaggio che con esso diamo o vogliamo dare al nostro interlocutore e di come lui lo percepisce.
Per una classificazione della comunicazione non verbale, si analizzano gli aspetti:
- esteriore (fornisce informazioni che possono influenzare gli altri e funge come auto-presentazione);
- del comportamento spaziale (ogni persona si inserisce in uno spazio ed entra in relazione con esso e con quanto ne fa parte);[36]
- del comportamento cinesico (segnali non verbali che vengono maggiormente influenzati dal contesto socio-culturale);
- del volto (è la parte del corpo che esprime in modo più incontrollato le emozioni, principalmente attraverso lo sguardo);
- dei segnali vocali (vocalizzazioni e segregati vocali della paralinguistica).